# 朱由橔
嘉祥王朱由橔（？—17世紀），明朝德藩第二代嘉祥王，嘉祥端莊王朱常泩的嫡第二子。

## 生平
朱由橔於何年襲封嘉祥王史料失載。崇禎十七年（1644年），朱由橔已經去世或被大順軍隊攻陷濟南府後俘虜。同年七月初四日，清朝招撫山東河南官員戶部右侍郎王鳌永進駐濟南府。初五日，嘉祥長子朱慈䓎奉表歸降清廷。

## 家庭

### 子
- 嘉祥長子朱慈䓎